# Болярово
 Тази статия е за града в Югоизточна България.  За квартала вижте Болярово (квартал на Хасково).  
Болярово е град в Югоизточна България, област Ямбол, община Болярово и неин административен център.

## География
Той се намира в близост до язовира край с. Малко Шарково. Население (1 февруари 2011) – 1231 души. Градът се намира на 22 km от Елхово и на 59 km от областния център Ямбол.
Община Болярово е разположена в един от най-чистите в екологично отношение райони на страната – в южната част на област Ямбол, върху северните склонове на Странджа планина. Обхваща част от Тунджанската хълмиста област, Дервентските възвишения и южните склонове на Бакаджиците.
Изградена е на 667 km² площ и представлява 0,06% от територията на Република България. На юг граничи с Република Турция (55 km обща граница), на запад – с община Елхово, на север – с общините Тунджа, Ямбол и Стралджа, а на изток – с област Бургас (община Средец).

## История
Старото име на града е Пашакьой.
Върху сегашната територия на община Болярово е възникнал живот още в дълбока древност. Следи от тракийски селища са открити в землищата на селата Крайново, Иглика, Попово, Денница и Камен връх. Известни са следите от древни меднорудни разработки в местността Трофалишките дупки. Важна пътна артерия от Сливен и Ямбол през село Попово, западно от Болярово, Лалково и Голям Дервент отивала към Одрин. 

### Пашакьойското кале
Пашакьойското кале е изследвано за пръв път от чешкия археолог Карел Шкорпил, според чието свидетелство в района са намирани дребни монети от времето на императорите Юстиниан I (527 - 565 г.) и Василий (867 - 886 г.). Описва го като четириъгълник 50 крачки широк и 80 дълъг, с  три отбранителни кули и една по-голяма вътрешна четириъгълна кула (пирг).
Според сведения на местни хора, цитирани от проф. Веселин Бешевлиев, известният Хамбарлийски надпис на хан Крум е донесен до чешмата в с. Маламирово от Пашакьойското кале. 

### Археологически разкопки край с. Воден
Пашакьойското кале и късноантичната крепост Потамукастел край село Воден очертават друг важен път. В местността Ески Джумая на един километър северозападно от с. Денница има следи от средновековно селище. По повърхността на терена се намират фрагменти от строителна и битова керамика, характерна както за Втората българска държава, така и за първите векове на османското владичество. Известните Трите калета край с. Воден са заемали важно стратегическо място в средновековна България. 

### Възраждане
Селото Болярово възниква през Възраждането като чифлик на турски паша. Пак през Възраждането в с. Воден (Дерекьой) и „Голямо Крушево“ (Ахлатлии) взема живо участие в църковните борби на българския народ. То е първото, което минава към Българската екзархия, докато съседните Шарково (Голям Боялък), Малко Шарково (Малък Боялък) и Горска поляна (Яйладжък) са останали към Гръцката патриаршия.
Макар и далече от големите икономически центрове на страната ни, Боляровският край не е отминат от проявите на българското националноосвободително движение. В паметта на местното население са още живи спомените за братята Пехливанови от село Пашакьой – хайдути, убити от турците, за четата на Стоян Стефанов от село Дерекьой, за големия родолюбец и бунтар дядо Никола Узунов (Узун Никола) от село Ичме, за организатора на Западностранджанския революционен комитет и поборник за църковна и национална свобода Курти Дражев, когото турците заточават в Диарбекир. В село Папаскьой е роден националният герой Индже войвода. Внук на Узун Никола от известния Хасекейски род Бимбелови е роденият в село Ичме Стефан Караджа. 
Селото е преименувано от Пашакьой на Болярово през 1934 г. През 1959 г. Болярово се намира в границите на Ямболски окръг, през 1963 г. е признато за селище от градски тип, а за град е обявено през 1974 г. Когато през 1979 г. се извършва ново административно делене на България, окръзите се запазват, създават се 276 селищни системи, Болярово е оформена като селищна система. В територията на област Бургас градът попада през 1987 г., когато се извършват нови териториално-административни промени. Болярово се числи към област Ямбол след последното делене на страната на области от 1999 година.

## Население
Численост на населението според преброяванията през годините:
| \| Година на преброяване \| Численост \| \| --------------------- \| --------- \| \| 1934 \| 1687 \| \| 1946 \| 1777 \| \| 1956 \| 1706 \| \| 1965 \| 1663 \| \| 1975 \| 1326 \| \| 1985 \| 1793 \| \| 1992 \| 1916 \| \| 2001 \| 1515 \| \| 2011 \| 1231 \| \| 2021 \| 1029 \| |           |
| Година на преброяване | Численост |
| 1934 | 1687      |
| 1946 | 1777      |
| 1956 | 1706      |
| 1965 | 1663      |
| 1975 | 1326      |
| 1985 | 1793      |
| 1992 | 1916      |
| 2001 | 1515      |
| 2011 | 1231      |
| 2021 | 1029      |

Етническият състав включва 1109 българи и 87 цигани.

## Религии
Източноправославно християнство.

## Обществени институции и инфраструктура
- Общинска администрация
- Участък на полицията
- Участък „Пожарна безопасност и защита на населението“
- Гранично полицейско управление
- Автогара
- Бензиностанции „Бургойл“ и „Бенза“
- Средно училище „Д-р Петър Берон“
- Детска градина „Здравец“
- Читалище „Възраждане 1912“
- Театрална сцена за представления (старото кино)
- Търговски комплекс
- Хотел и ресторант „Странджа“
- Къща за гости „Пами“
- Ловна хижа „Болярово“
- Градска градина
- Стадион

## Забележителности
- Възстановен етнографски музей
- Православен храм „Св. Димитър“
- Тенис кортове
- Паметник на загиналите във войните – създаден 1934 г., реставриран 2022 г.[5][6]

## Икономика
В селото са се развивали земеделство и занаяти. Кооперацията „Напредък“ е учредена през 1905 г. от 13 кооператори. Към 1967 г. член-кооператорите са 1290 души. През 1946 година се създава Трудово-кооперативно земеделско стопанство (ТКЗС) „Желязко Стоянов“ – Болярово.
В града има месопреработвателно предприятие „Странджа-МП“ ООД.

## Редовни събития
Едно от редовните събития, които се провеждат в Болярово, е фолклорният събор „Върбова свирка свири“, която е въведена преди 11 години под патронажа на кмета на общината Христо Христов. Всяка година в първата седмица на месец юни се събират над 500 участника от цяла България, както и от съседни Гърция и Турция, които представят част от националния си фолклор. В рамките на събора се провежда песенен конкурс „С песните на Елена Граматикова“. Изпълняват се и песни на известни народни певци като Манол Михайлов, Калинка Сгурова, Донка Бумбалова и много други.

## Известни личности
Родени в Болярово
- Курти Дражев (1834 – 1889), първият учител в Болярово и поборник от Априлското въстание
- Атанас Стойков (1919 – 1988), изкуствовед
- Ангел Червенков (р. 1964), футболист
- Цвета Караянчева (р. 1968), български политик, председател на Народното събрание на Република България от 17 ноември 2017 до 25 март 2021 година[7]

Други
- Тони Тонев (1956 – 2009), агроном, работи в града през 1981 – 1987

## Побратимени градове
- Неа Виса, Гърция от 1998 г.

## Други
Болярово се споменава многократно със старото си име Пашакьой в петологията на Токораз Исто „Ятаган и меч“. Там, според книгата, е живял Маринчо Бимбеля – Страшния. Той е бил начело на рода Бимбелови. Той с хората си е контролирал територията на Странджа, Източните Родопи и нагоре – към Ямбол.